# Mount Bartlett (berg i Antarktis, lat -84,93, long 163,93)
Mount Bartlett är ett berg i Antarktis. Det ligger i Östantarktis. Nya Zeeland gör anspråk på området. Toppen på Mount Bartlett är 2 555 meter över havet, eller 401 meter över den omgivande terrängen. Bredden vid basen är 2,2 km.
Terrängen runt Mount Bartlett är kuperad österut, men västerut är den platt. Trakten är obefolkad. Det finns inga samhällen i närheten.